# Turbera de Las Dueñas

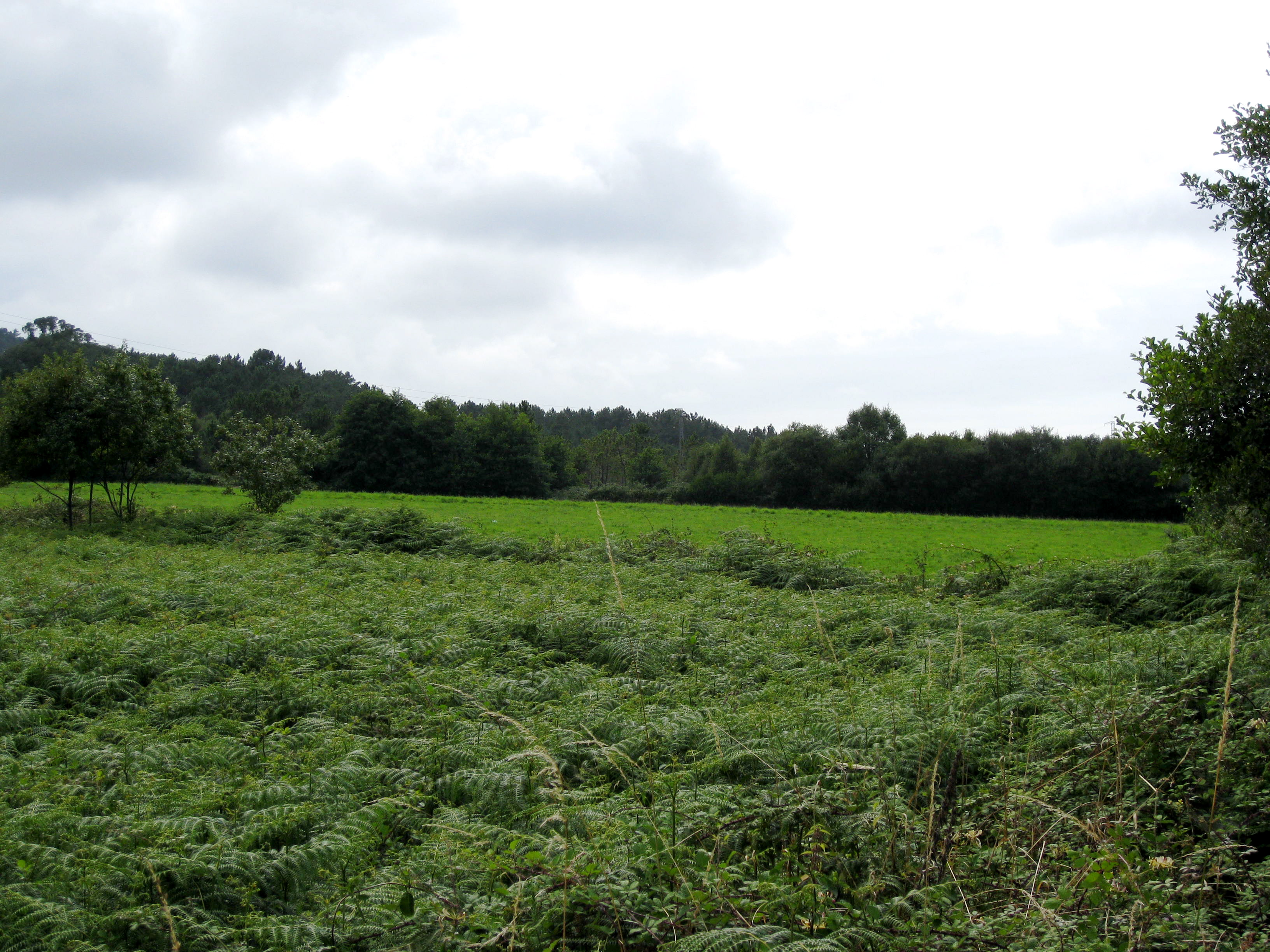
Turbera.

La Turbera de Las Dueñas tiene 26 ha situadas en el concejo asturiano de Cudillero cerca del pueblo de Las Dueñas. 
Se trata de un ejemplo de terreno de turbera cuya creación en el litoral es rara, ya que es más abundante en zonas de montaña. La vegetación es la típica de una turbera con musgos, plantas carnívoras, violeta de pantano y árnica. En la fauna cabe destacar la presencia de anfibios, insectos y reptiles.
Fue declarado monumento natural el 25 de julio de 2002.